# Physalaemus marmoratus
Physalaemus marmoratus is een kikker uit de onderfamilie Leiuperinae van de familie fluitkikkers (Leptodactylidae). De wetenschappelijke naam van de soort werd in 1862 als Gomphobates marmoratus gepubliceerd door Johannes Theodor Reinhardt en Christian Frederik Lütken.
De soort komt voor in open habitats in de staten Bahia, Espírito Santo, Rio de Janeiro, São Paulo, Minas Gerais, Goiás, Mato Grosso en Mato Grosso do Sul in Brazilië, en vermoedelijk ook in de aangrenzende gebieden in Paraguay en Bolivia.
Onderfamilie Leiuperinae

Edalorhina · Engystomops · Physalaemus · Pleurodema ·  Pseudopaludicola

Onderfamilie Leptodactylinae

Adenomera · Hydrolaetare · Leptodactylus · Lithodytes

Onderfamilie Paratelmatobiinae

Crossodactylodes · Paratelmatobius · Rupirana · Scythrophrys